# Larentia edmondsii
Larentia edmondsii är en fjärilsart som beskrevs av Butler 1882. Larentia edmondsii ingår i släktet Larentia och familjen mätare. Inga underarter finns listade i Catalogue of Life.